# Rohdea japonica
Rohdea japonica là một loài thực vật có hoa trong họ Măng tây, đặc hữu Nhật Bản, Trung Quốc và bán đảo Triều Tiên. Loài này được (Thunb.) Roth miêu tả khoa học đầu tiên năm 1821. Tại Trung Quốc nó được gọi là vạn niên thanh (万年青).

## Hình ảnh

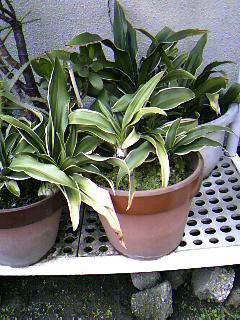
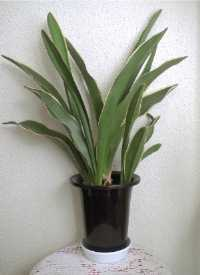
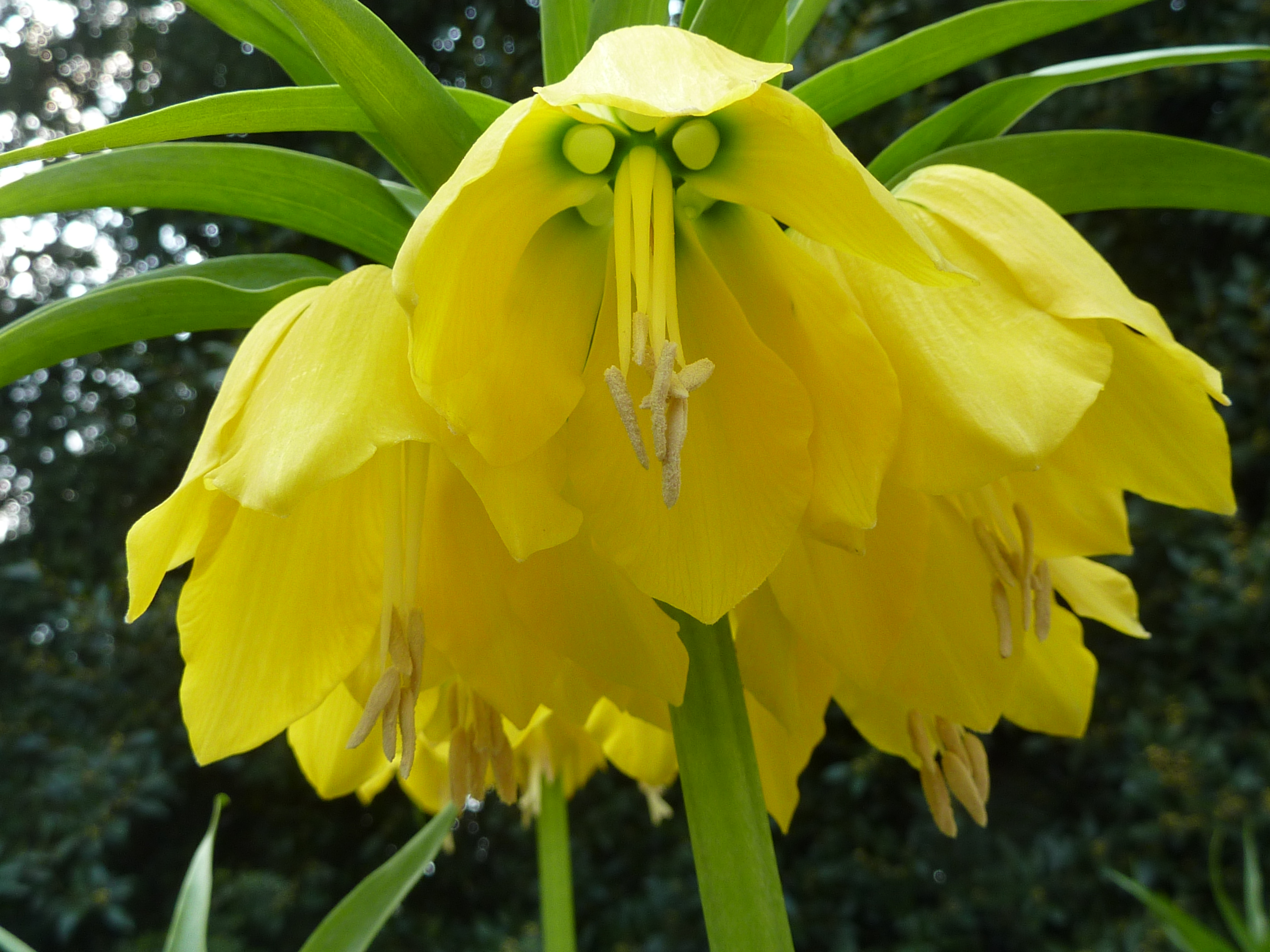
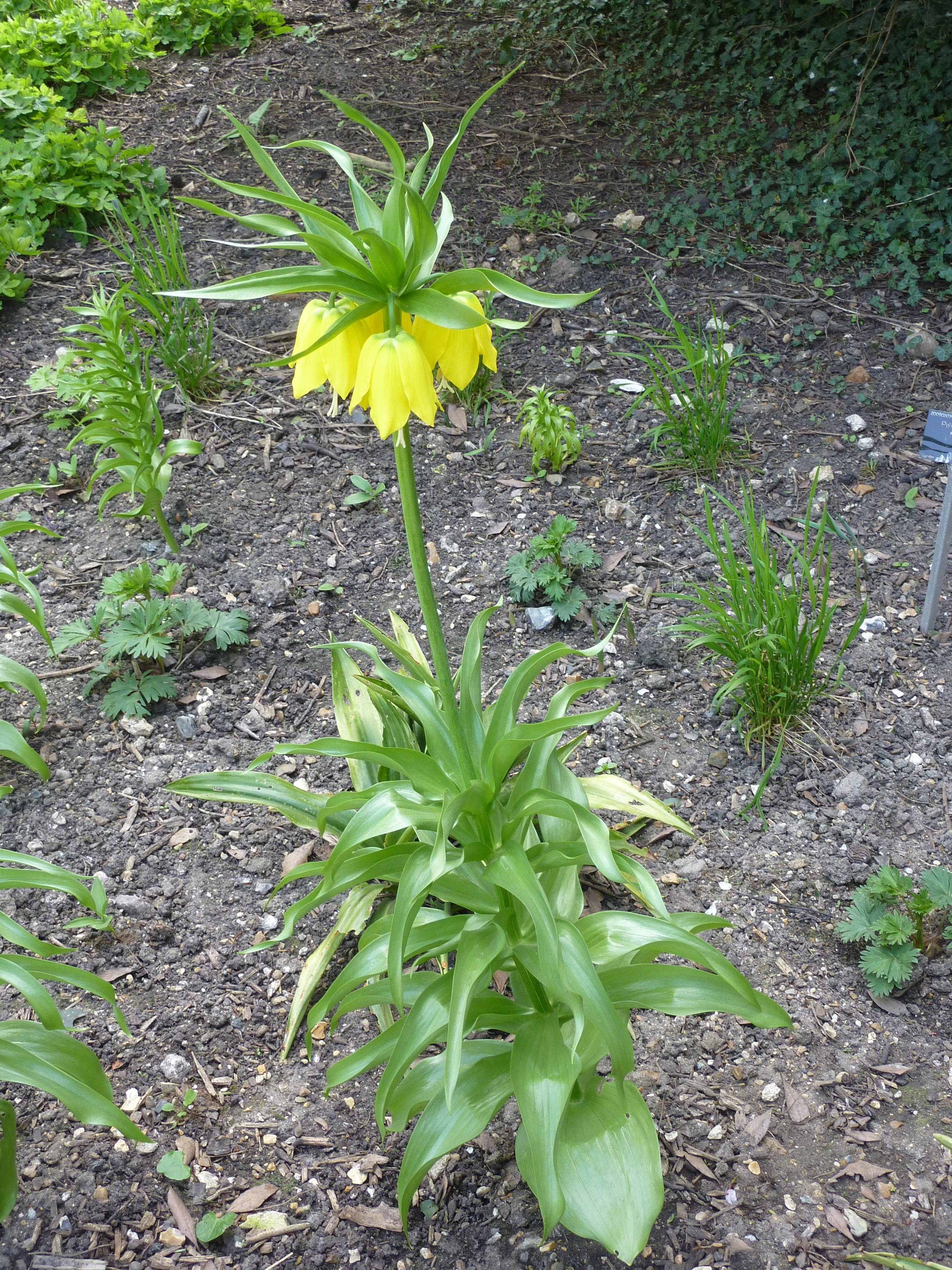

## Mô tả
Là loài thực vật thân thảo sống lâu năm có thân rễ dày 1,5-2,5 cm, với bộ rễ chùm. Lá thường xanh, hình mác rộng bản, dài 15–50 cm và rộng 2,5–7 cm, nhọn đỉnh. Hoa mọc thành chùm rậm rạp, ngắn, mập, dài 3–4 cm, mỗi hoa có màu ánh vàng nhạt, dài 4–5 mm. Quả là quả mọng màu đỏ khi chín đường kính 8 mm, mọc thành các cụm dày gồm vài quả. Trồng làm cây cảnh. Mọc trong các khu rừng ẩm ướt cao độ 700-1.700 m. Tại Trung Quốc có ở các tỉnh Quảng Tây, Quý Châu, Hồ Bắc, Hồ Nam, Giang Tô, Giang Tây, Sơn Đông, Tứ Xuyên, Chiết Giang.